# 科里奧利效應
在心理物理学中的科里奧利效應（Coriolis effect）也稱為科里奧利幻覺（Coriolis illusion），是因為科里奧利力造成身體定位的錯誤認知，以及引發的噁心等現象。科里奧利效應是飛行員的隱憂，因為會造成飛行員嚴重的定向障礙

## 外部連結
See, for example, Pouly and Young.